# هومبيرتو اوفيلار
هومبيرتو اوفيلار (بالإسبانية: Humberto Ovelar) هو لاعب كرة قدم باراغواياني في مركز الوسط، ولد في 24 ديسمبر 1969 في أسونسيون في باراغواي. لعب مع سيرو بورتينيو.